# 省 (东欧)

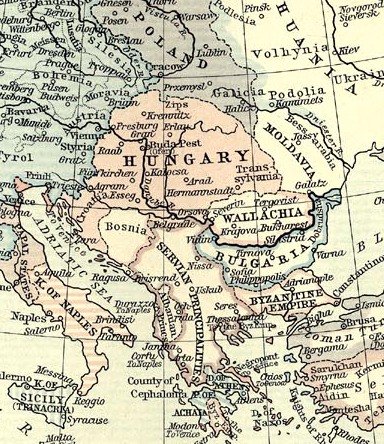
14世纪时的瓦拉几亚省与摩达维亚省

省是部分东欧国家的行政区划单位，其行政长官（省长）被称为沃伊沃德。中世纪时东欧就有省的建制，大致类似于西欧的公国。现代波兰的第一级行政区划仍称为“省”。
voivodeship在东欧各语言中的名称包括乌克兰语中的，波兰语中的，罗马尼亚语中的，保加利亚语中的，塞尔维亚语中的、或，匈牙利语中的，白俄罗斯语中的，立陶宛语中的等。尽管《牛津英语词典》等英语词典也收录了，但该词在英语中并不常用，一般以通用的来指代。